# Coptarthria dasypyga
Coptarthria dasypyga är en fjärilsart som beskrevs av Philipp Christoph Zeller 1881. Coptarthria dasypyga ingår i släktet Coptarthria och familjen mott. Inga underarter finns listade i Catalogue of Life.